# Michael McCarthy (réalisateur)
Pour les articles homonymes, voir Michael McCarthy (homonymie).
Michael McCarthy est un réalisateur, scénariste et acteur britannique, né le 27 février 1917 à Birmingham (Angleterre) et mort le 7 mai 1959 à St. Leonard's, (Angleterre).

## Filmographie

### Comme réalisateur
- 1951 : Assassin for Hire
- 1951 : Mystery Junction
- 1952 : Crow Hollow
- 1954 : John of the Fair
- 1954-1956 : Douglas Fairbanks, Jr., Presents (série télévisée, 11 épisodes)
- 1955 : The Scarlet Pimpernel (en) (série télévisée, 2 épisodes) : 
  - The Elusive Chauvelin
  - The Hostage
- 1956 : Shadow of a Man
- 1956 : It's Never Too Late
- 1956-1957 : Sailor of Fortune (série télévisée, 6 épisodes) :
  - It Started in Paris (1956)
  - Stranger in Danger (1956)
  - The Crescent and the Star (1956)
  - The Desert Hostages (1956)
  - Desert Tomb (1957)
  - Port Jeopardy (1957)
- 1957 : The Traitor
- 1959 : Opération Amsterdam (Operation Amsterdam)

### Comme scénariste
- 1945 : Painted Boats
- 1951 : Mystery Junction
- 1952 : Rapt (Hunted)
- 1954 : John of the Fair
- 1954-1955 : Douglas Fairbanks, Jr., Presents (série télévisée, 3 épisodes) : 
  - The Refugee (1954)
  - The Last Knife (1954)
  - The Immigrant (1955)

### Comme acteur
- 1951 : Le Voyage fantastique (No Highway) de Henry Koster : le chauffeur de bus (non crédité)
- 1952 : Behind the Headlines de Maclean Rogers
- 1953 : Wheel of Fate de Francis Searle
- 1953 : Forces' Sweetheart de Maclean Rogers : le plombier
- 1957 : The Traitor
- 1959 : Opération Amsterdam (Operation Amsterdam)